# Ibis (готель)
Ibis (корпоративний стиль: ibis) — міжнародна готельна компанія, що належить готельному холдингу AccorHotels . AccorHotels була заснована в 1967 році. Ibis відкрив свій перший готель у 1974 році. 

## Історія
Перший Ібіс відкрився в Бордо в 1974 році, і протягом десятиліття мережа розширилася по всіх регіонах Франції, особливо в містах. 

## Послуги готелю
У номерах є ванна кімната з душем, письмовий стіл, двоспальне або два односпальні ліжка, шафа для одягу, а також міжнародні та місцеві телеканали.  У готелі іноді є ресторан або бар, де пропонується сніданок з 4:00 до 12:00, а в деяких готелях пропонується цілодобове меню закусок. Як правило, готелі в ibis розглядаються як економічні . AccorHotels намагається змінити це, рекламуючи всі досягнення готелю, відмінні риси та підкреслюючи гарантію задоволення AccorHotels. 

## Розташування готелів
Бренд має готелі на шести континентах у багатьох країнах.  Станом на 30 червня 2018 року в усьому світі є 1152 готелі Ibis. 

## Зовнішні посилання
- Офіційний сайт